# Meghri
Meghri là một đô thị thuộc tỉnh Syunik, Armenia. Dân số ước tính năm 2011 là 4789 người.